# Zoropsis bilineata
Espèce
Synonymes
- Zoropsis xylina Simon, 1909
- Zoropsis xylina viberti Simon, 1911

Zoropsis bilineata est une espèce d'araignées aranéomorphes de la famille des Zoropsidae.

## Distribution
Cette espèce se rencontre en Algérie, au Maroc et en Espagne à Majorqueet à Minorque.

## Systématique et taxinomie
Cette espèce a été décrite par Dahl en 1901.
Zoropsis xylina a été placée en synonymie par Lehtinen en 1967.
Zoropsis xylina viberti a été placée en synonymie par Thaler,  van Harten et Knoflach en 2006.

## Publication originale
- Dahl, 1901 : « Über den Wert des Cribellums und Calamistrums für das System der Spinnen und eine Uebersicht der Zoropsiden. » Sitzungsberichte der Gesellschaft Naturforschender Freunde zu Berlin, vol. 1901, p. 177-199 (texte intégral).